# Franchot Tone
Pour les articles homonymes, voir Tone.
Franchot Tone est un acteur, producteur et réalisateur américain, né le 27 février 1905 à Niagara Falls (État de New York) et mort le 18 septembre 1968 à New York.

## Biographie
Stanislaus Pascal Franchot Tone est le cadet du Dr. Frank Jerome Tone, président de la Carborundum Company, et de son épouse, Gertrude Franchot. D'ascendance québécoise, irlandaise, anglaise et basque, il était lié au révolutionnaire irlandais Theobald Wolfe Tone.
Tone étudia à l'Université Cornell où il fut Président du Club Dramatique et élu à la Sphinx Head Society. Il abandonna la compagnie familiale pour une carrière d'acteur au théâtre. Après le diplôme il déménagea à Greenwich Village, New York, et obtint son premier rôle à Broadway dans la production de The Age of Innocence monté en 1929 par Katharine Cornell.
L'année suivante il rejoint The Theatre Guild et joue Curly dans leur production de Green Grow the Lilacs. (qui deviendra plus tard la fameuse comédie musicale Oklahoma!) Il devient ensuite un membre fondateur du renommé Group Theatre, aux côtés de Harold Clurman (en), Cheryl Crawford, Lee Strasberg, Stella Adler, Clifford Odets, et d'autres, la plupart ayant travaillé avec The Theatre Guild. Ce furent des années productives et intenses pour lui : parmi les productions du Groupe il joua dans (1931), 1931 (1931) et Success Story (1932). Franchot Tone était considéré par les critiques comme l'un des acteurs les plus prometteurs de sa génération. Gary Cooper nomma Tone le meilleur acteur avec lequel il ait travaillé.

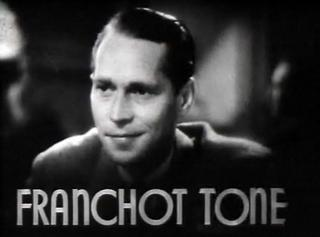
L'Intruse (1935)

Cette même année Tone fut le premier du groupe à tourner le dos au théâtre pour rejoindre Hollywood lorsque la MGM lui offrit un contrat de cinéma ; toutefois il a toujours considéré le cinéma comme très inférieur au théâtre et se rappelait avec nostalgie ses années sur les planches. Il a souvent soutenu financièrement le Group Theatre (et refaisait de la scène occasionnellement). Ses débuts à l'écran eurent lieu en 1932 dans The Wiser Sex. Il devient célèbre en 1933, lorsqu'il tourna sept films en une seule année, dont Après nous le déluge, écrit par William Faulkner, où il rencontra sa future femme Joan Crawford, Mademoiselle volcan, avec Jean Harlow (avec laquelle il jouera dans trois autres films), et le succès Le Tourbillon de la danse, encore avec Crawford et Clark Gable. En 1935, sans doute son année de la chance, il joue dans Les Révoltés du Bounty — pour lequel il fut nommé à l'oscar du meilleur acteur — Les Trois lanciers du Bengale et L'Intruse face à Bette Davis, avec laquelle on lui prêta une liaison.

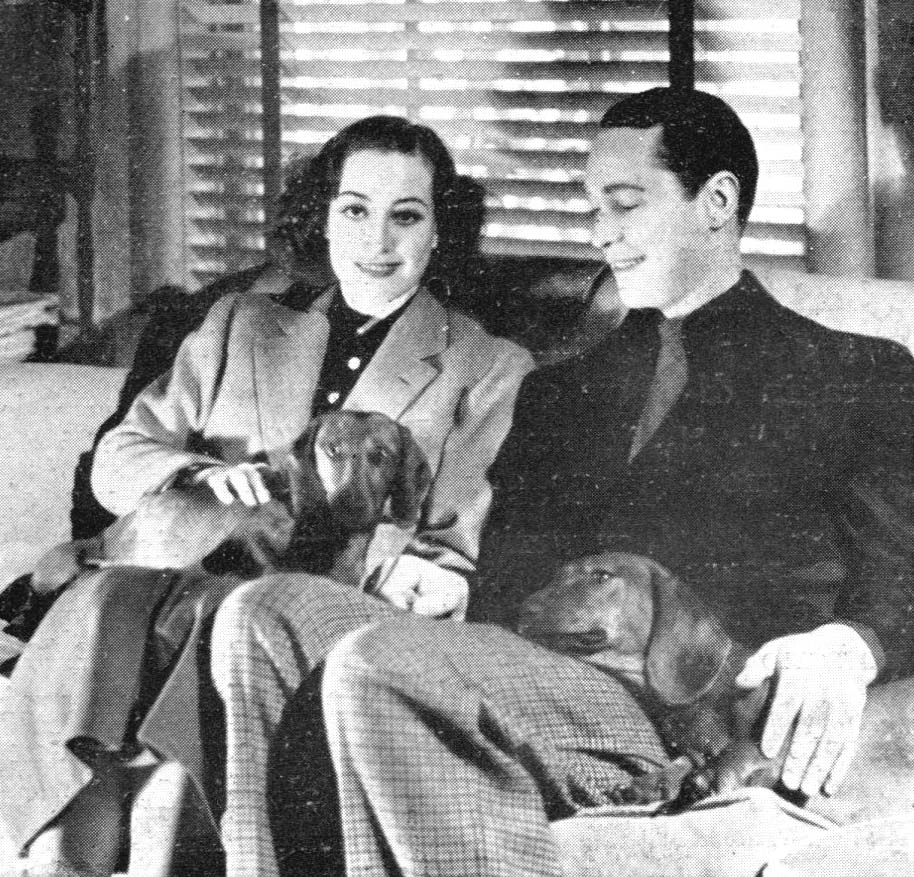
Joan Crawford et Franchot Tone en 1936

Il se marie le 11 octobre 1935 dans le New Jersey à l'actrice Joan Crawford ; ils divorceront en 1939 après avoir tourné sept films ensemble : Après nous le déluge (1933), Le Tourbillon de la danse (1933), Vivre et aimer (1934), La Femme de sa vie (1935), The Gorgeous Hussy (1936), Love On The Run (1936) et L'Inconnue du palace (1937).
Il va se marier et divorcer à trois autres reprises : au mannequin devenu actrice Jean Wallace (1941–48, deux fils; elle épousera ensuite Cornel Wilde), l'actrice Barbara Payton (1951–52) (un amour éphémère qui lui vaudra une célèbre bagarre avec l'acteur Tom Neal), et finalement avec la jeune actrice Dolores Dorn (1956–59).
Il travailla régulièrement durant les années 1940 sans devenir une star de premier plan : son rôle se limite souvent à celui du riche play-boy et très peu de films de cette période sont notables. L'exception étant Les Cinq Secrets du désert (1943), le troisième film du jeune Billy Wilder, une brillante histoire de guerre et d'espionnage, où il partage l'affiche avec Akim Tamiroff et Erich von Stroheim incarnant le général allemand Erwin Rommel.
Dans les années 1950 il travaille pour la télévision et retourne à Broadway. Il réapparaît à l'écran dans la série médicale Ben Casey en 1965-1966 dans le rôle du supérieur de Casey. Il joue ensuite dans le seul film qu'il réalisera et produira, l'adaptation de la pièce Oncle Vania d'Anton Tchekhov (1957) avec son épouse Dolores Dorn.
Gros fumeur, il meurt d'un cancer des poumons à New York à 63 ans. Joan Crawford, émue par le sort de son ex-mari pendant sa maladie, l'aurait pris en charge à son domicile pour s'occuper de lui. Selon un visiteur qui demanda qui était l'homme dans le fauteuil roulant, Crawford répondit : « Him? That's Franchot ». Son corps fut incinéré et ses cendres furent dispersées.
Franchot Tone a une étoile à son nom sur le Hollywood Walk of Fame au 6558 Hollywood Boulevard.

## Filmographie

### Comme acteur

#### Cinéma
- 1932 : The Wiser Sex (en) de Victor et Berthold Viertel : Phil Long
- 1933 : Après nous le déluge (Today we live) d'Howard Hawks : Lt. Ronnie Boyce-Smith
- 1933 : Gabriel au-dessus de la Maison-Blanche (Gabriel over the White House) de Gregory La Cava : Hartley 'Beek' Beekman
- 1933 : Rose de minuit (Midnight Mary) de William Wellman : Thomas 'Tom' Mannering Jr.
- 1933 : The Stranger's Return de King Vidor : Guy Crane
- 1933 : Danseuse étoile (Stage Mother) de Charles Brabin : Warren Foster
- 1933 : Mademoiselle volcan (Bombshell) de Victor Fleming : Gifford Middleton
- 1933 : Le Tourbillon de la danse (Dancing Lady) de Robert Z. Leonard : Tod Newton
- 1934 : Moulin Rouge de Sidney Lanfield : Douglas Hall
- 1934 : Vivre et aimer (Sadie McKee) de Clarence Brown : Michael 'Mike' Alderson
- 1934 : Le Monde en marche (The World Moves On) de John Ford : Richard Girard
- 1934 : La Belle du Missouri (The Girl from Missouri) de Jack Conway : T.R. 'Tom' Paige Jr.
- 1934 : Straight Is the Way de Paul Sloane : Benny 'Ben' Horowitz
- 1934 : Gentlemen Are Born de Alfred E. Green : Bob Bailey
- 1935 : Les Trois lanciers du Bengale (The Lives of a Bengal Lancer) de Henry Hathaway : Lieutenant Forsythe[2]
- 1935 : One New York Night de Jack Conway : Foxhall Ridgeway
- 1935 : Imprudente Jeunesse (Reckless) de Victor Fleming : Robert 'Bob' Harrison Jr.
- 1935 : La Femme de sa vie (No more ladies) de Edward H. Griffith : Jim 'Jimsy Boysie' Salston
- 1935 : Les Révoltés du Bounty (Mutiny on the Bounty) de Frank Lloyd : Midshipman Roger Byam
- 1935 : L'Intruse (Dangerous) de Alfred E. Green : Donald 'Don' Bellows
- 1936 : Exclusive Story (en) de George B. Seitz : Dick Barton
- 1936 : L'Heure mystérieuse (The Unguarded Hour) de Sam Wood : Sir Alan Dearden
- 1936 : Sa Majesté est de sortie (The King Steps Out) de Josef von Sternberg : Emperor Franz Josef
- 1936 : Suzy de George Fitzmaurice: Capt. Terry Moore
- 1936 : L'Enchanteresse (The Gorgeous Hussy) de Clarence Brown : John H. Eaton
- 1936 : Loufoque et Cie (Love on the Run) de W.S. Van Dyke : Barnabus W. 'Barney' Pells
- 1937 : Pour un baiser (Quality street), de George Stevens : Dr. Valentine Brown
- 1937 : They Gave Him a Gun de W.S. Van Dyke : James 'Jimmy' Davis
- 1937 : Entre deux femmes (Between Two Women) de George B. Seitz : Dr. Allan Demarest Meighan
- 1937 : L'Inconnue du palace (The Bride Wore Red) de Dorothy Arzner : Giulio
- 1938 : Man-Proof de Richard Thorpe : Jimmy Kilmartin
- 1938 : Love Is a Headache de Richard Thorpe : Peter Lawrence
- * 1938 : Trois Camarades (Three Comrades) de Frank Borzage : Otto Koster
- 1938 : Nanette a trois amours (Three Loves Has Nancy) de Richard Thorpe : Robert 'Bob' Hanson
- 1938 : The Girl Downstairs de Norman Taurog : Paul Wagner
- 1939 : Mon mari court encore (Fast and Furious) de Busby Berkeley : Joel Sloane
- 1940 : Sur la piste des vigilants (Trail of the Vigilantes) d'Allan Dwan : Kansas (Tim Mason)
- 1941 : Toute à toi (Nice Girl?) de William A. Seiter : Richard Calvert
- 1941 : This Woman is Mine de Frank Lloyd : Robert Stevens
- 1941 : She Knew All the Answers de Richard Wallace : Mark Willows
- 1942 : The Wife Takes a Flyer (it) de Richard Wallace : Christopher Reynolds
- 1942 : Au Pays du rythme (Star spangled rythm) de George Marshall
- 1943 : Les Cinq Secrets du désert (Five Graves to Cairo) de Billy Wilder : Cpl. John J. Bramble / Davos
- 1943 : Pilot N° 5 de George Sidney : George Braynor Collins
- 1943 : His Butler's Sister de Frank Borzage : Charles Gerard
- 1943 : Pris sur le vif (True to Life) de George Marshall : Fletcher Marvin
- 1944 : Les Mains qui tuent (Phantom Lady) de Robert Siodmak : Jack Marlow
- 1944 : Une heure avant l'aube de Frank Tuttle : Jim Hetherton
- 1944 : Dark Waters de André De Toth : Dr. George Grover
- 1945 : Penny cherche un père (That Night with You) de William A. Seiter : Paul Renaud
- 1946 : Because of Him de Richard Wallace : Paul Taylor, the Playwright
- 1947 : Dernière lune de miel (Lost Honeymoon) de Leigh Jason : Johnny Gray
- 1947 : Honeymoon de William Keighley : David Flanner
- 1947 : Mon loufoque de mari (Her Husband's Affairs) de S. Sylvan Simon : William Weldon
- 1948 : Les Liens du passé (I Love Trouble) de S. Sylvan Simon : Stuart Bailey
- 1948 : La Course aux maris (Every Girl Should Be Married), de Don Hartman : Roger Sanford
- 1949 : Jigsaw de Fletcher Markle : Howard Malloy
- 1949 : Crépuscule (Without Honor) de Irving Pichel :'Dennis Williams
- 1950 : L'Homme de la tour Eiffel (The Man on the Eiffel Tower) de Burgess Meredith : Johann Radek
- 1951 : Si l'on mariait papa (Here Comes the Groom) de Frank Capra : Wilbur Stanley
- 1957 : Uncle Vanya de John Goetz et Franchot Tone : Dr. Mikhail Lvovich Astroff
- 1962 : Tempête à Washington (Advise & Consent) de Otto Preminger : The President
- 1964 : La Bonne Soupe de Robert Thomas : John Montasy Jr
- 1965 : Première victoire (In Harm's Way) de Otto Preminger : Admiral Kimmel
- 1965 : Mickey One de Arthur Penn : Rudy Lopp
- 1968 : Mandat d'arrêt (Nobody Runs Forever) de Ralph Thomas : Ambassador Townsend

#### Télévision
- 1958 : Bitter Heritage (TV) : Frank James
- 1961 : La Quatrième Dimension (TV) Épisode 61 Le Silence est d'argent : Le Colonel
- 1964 : See How They Run (en) (téléfilm) : Baron Frood
- 1965 : Le Virginien (série télévisée) - Saison 3, Épisode 28 (Old Cow-Boy) : le vieux cow-boy.
- 1968 : Ombre sur Elveron (Shadow Over Elveron) (TV) : Barney Conners

### Comme producteur
- 1950 : L'Homme de la tour Eiffel (The Man on the Eiffel Tower)
- 1957 : Uncle Vanya

### Comme réalisateur
- 1957 : Uncle Vanya